# Comté de Granite
Pour les articles homonymes, voir Granite (homonymie).
Le comté de Granite est un des 56 comtés de l’État du Montana, aux États-Unis. En 2010, la population était de 3 079 habitants. Son siège est Philipsburg. Le comté a été fondé en 1893.
)

## Géolocalisation
|                  | Comté de Missoula   |                 |
| Comté de Ravalli | Comté de Granite    | Comté de Powell |
|                  | Comté de Deer Lodge |                 |

## Principales villes
- Drummond
- Philipsburg